# 皇明祖訓
『皇明祖訓』（こうみんそくん）は、明の初代皇帝・朱元璋（太祖洪武帝）によって編纂された、皇帝となるべき子孫への訓戒である。
洪武6年（1373年）に『祖訓録』として分布され、洪武28年（1395年）9月の再改定を機に『皇明祖訓』に改題された。全13章から構成されており、全文が『四庫全書』に掲載されている。主に明朝の基本的な政治方針、礼制、皇族の処遇について述べたもので、成立してから明が滅亡するまで、不磨の大典として尊重された。

## 内容

### 序言
太祖が貧困から身を起こして皇帝となるまでの経緯と、その経験を基にした子孫への訓戒からなる。

### 箴戒
「箴戒」は、後に「祖訓首章」と改められる。
- 入墨刑・肉刑等の身体を毀損する刑罰の禁止
- 明朝における丞相設置の禁止
- 皇族が罪を犯した際の処罰規定
- 明を囲む四方の国（朝鮮、日本、琉球、台湾、安南等）への不征方針
- 皇帝は身を慎み国政を行い、かつ自身の身分を窺う者への警戒を怠らない事
- 親王は祖法を守り、皇帝との間の親の義を失ってはならない

### 持守
- 正・後宮の各后に対しては、特定の言のみを受け入れてはならない

### 厳祭祀
- 天地、宗廟、社稷、歴代帝王、孔子を祭る時期と方法について

### 謹出入
- 皇帝が外出した際の危険や、その対策について

### 慎国政
- 皇帝は特定の人物の言を受け入れず、百官の言をよく聴き、口だけの人物を偏愛しないこと
- 特定の大臣を賛美するような上奏を臣下に提出させてはならない。これを以って王莽が漢を簒奪したような事態を防ぐ事。

### 礼儀
- 親王との関係や、その儀礼に関する規定
- 子孫各代が使用するべき名称（皇帝の嫡流や諸王家の一代につき一字つけうるべき20の字について）

### 法律
- 皇族に過失があった際の処罰規定

### 内令
- 后妃に関する支出については、帳面をつけなければならない
- 后妃が外の政治勢力つながり政治に干渉することは許されない
- 宮廷で使用するのは良家の子女に限り、かつ大臣が献上した者や娼妓出身の者を近づけてはならない

### 内官
- 宦官の官職とその職制表について

### 職制
- 封爵時に授けるべき物品についての規定
- 皇族男子の封号名称について
- 皇族を管理する宗人府の設置について
- 親王家にて用いるべき官吏と派遣について
- 王府にて設置される官職と等級について
- 指揮使司と設置すべき官職について

### 兵衛
- 親王が指揮できる兵数や練兵を実施すべき時期の規定

### 営繕
- 諸王の宮殿は自身の格式に沿うように作り、身分を超えた宮殿に住む事は許されない（ただし燕王府については元朝の皇宫を使用しているので例外とする）
- 各王の封地すべき位置
- 皇帝と諸王は離宮等を作り無暗に滞在する事を禁止する。

### 供用
- 親王が支給されるべき俸禄について
- 親王の具体的な俸給内容

## 疑問
『皇明祖訓』は、歴史的な故事を踏まえて、丞相職の禁止や親王や後宮の干渉を制限するものであったが、歴史的に夥しい弊害をもたらしてきた宦官の政治干渉を禁止する項目が一つもない。これについては、原本には含まれていたものを、宦官が密かにその条目を削ったということが噂されていたという。